# Алтайский государственный краеведческий музей

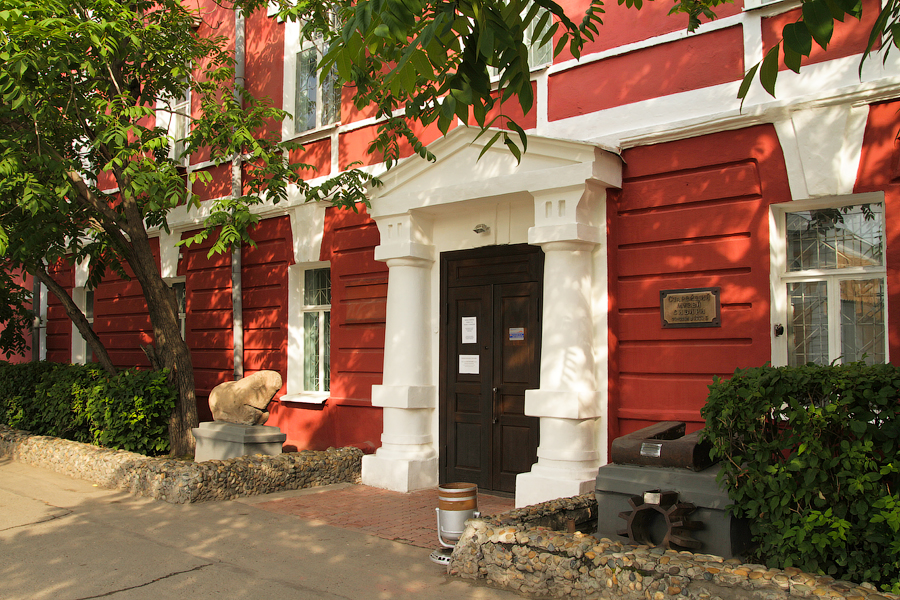
Алтайский краеведческий музей

Алтайский государственный краеведческий музей — старейший музей Барнаула.
Здание музея является памятником архитектуры, истории и культуры середины XIX века и расположено в здании бывшей горной лаборатории, в историческом центре Барнаула в Центральном районе. Адрес: улица Ползунова, 46.

## История
Музей основан в 1823 году по инициативе Фридриха Геблера и Петра Фролова. Музей создан в ознаменование 100-летия начала горнозаводского дела на Алтае. Здесь были выставлены экспонаты, собиравшиеся в Барнауле с XVIII века: этнографические материалы народов Сибири и Северной Америки, модели горных машин и механизмов, гербарий; существовала Горная библиотека.
В первой половине XIX века музей имел известность как научное учреждение и был закрытым для свободного посещения. С экспозициями знакомились Александр Гумбольдт (1829), Пётр Семенов-Тян-Шанский (1857), Альфред Брем (1876), Николай Ядринцев (1878). Коллекция «Древности из Сибири» была представлена на Московской антропологической выставке (1879) и была удостоена серебряной медали.
К концу XIX века Краеведческий музей ослабил своё научное значение, но в 1913—1915 годах фонды были объединены с коллекциями, собранными членами Общества любителей исследования Алтая. А в 1913 году Николай II подписал указ о передаче музею нового здания на улице Ползунова, которое ранее занимала главная химическая лаборатория округа. Реконструкцией помещения занимался архитектор И. Ф. Носович.
К 1918 году музейное собрание включало коллекции минералов, насекомых, почв, чучел птиц и животных, гербарий местной флоры, фотографии. 
В 1920-е годы музей стал общедоступным, появился отдел истории советского периода. В последующие годы неоднократно менялись названия музея: Алтайский центральный советский музей; Алтайский губернский центральный советский музей; Алтайский государственный музей; Барнаульский окружной естественно-исторический музей.
В 1985 г. музей получил помещение по адресу ул. Ползунова 39 для обустройства фондохранилища. Также с 2018 г. на первом этаже располагаются выставочные залы музея.
В 1991 г. открыт военно-исторический отдел музея, расположившийся по адресу пр. Красноармейский 73б, здание бывшего корпуса городской больницы (памятник краевого значения).
В 2013 г. открыт филиал музея – Мемориальный музей М.Т. Калашникова в с. Курья Курьинского района Алтайского края.
В 2021 г. основное здание музея по адресу ул. Ползунова 46 закрылось на масштабную реконструкцию. Постоянные экспозиции «Природа Алтая», «Алтай древний», «Горнозаводское производство на Алтае в XVIII – XIX вв.», «Торговля и предпринимательство на Алтае в конце XIX – начале XX вв.», «Этнография Алтая» временно расположились в здании по адресу пр. Красноармейский 28.

## Фонды и отделы
Современное фондовое собрание музея составляет более 200 000 единиц хранения. Основу музейного собрания составляют уникальные коллекции: минералогическая, историко-техническая, археологическая, этнографическая, «Редкая книга». Среди других коллекций выделяются: историко-техническая, археологическая, этнографическая, минералогическая, мебели и другие.
Краеведческий музей состоит из 5 отделов: отдел фондов, экспозиционно-выставочный, культурно-просветительный, научно-методический, отдел развития музея.
Экспозиция состоит  из  отделов: природы, истории, этнографии, палеонтологии. В отделе природы представлены чучела животных и птиц, например снежный барс, пеликан, гриф, каменная куропатка.
В отделе истории собрана информация об истории Барнаула так же история горнодобывающего промышленного дела на Барнауле.
В отделе этнографии представлена история, быт, занятия, коренных народов Алтая.
В отделе палеонтологии представлены останки древних животных, два небольших макета в которых изображены занятия древнего человека.